# خصخصة في إيران

محطة توليد الكهرباء شازند

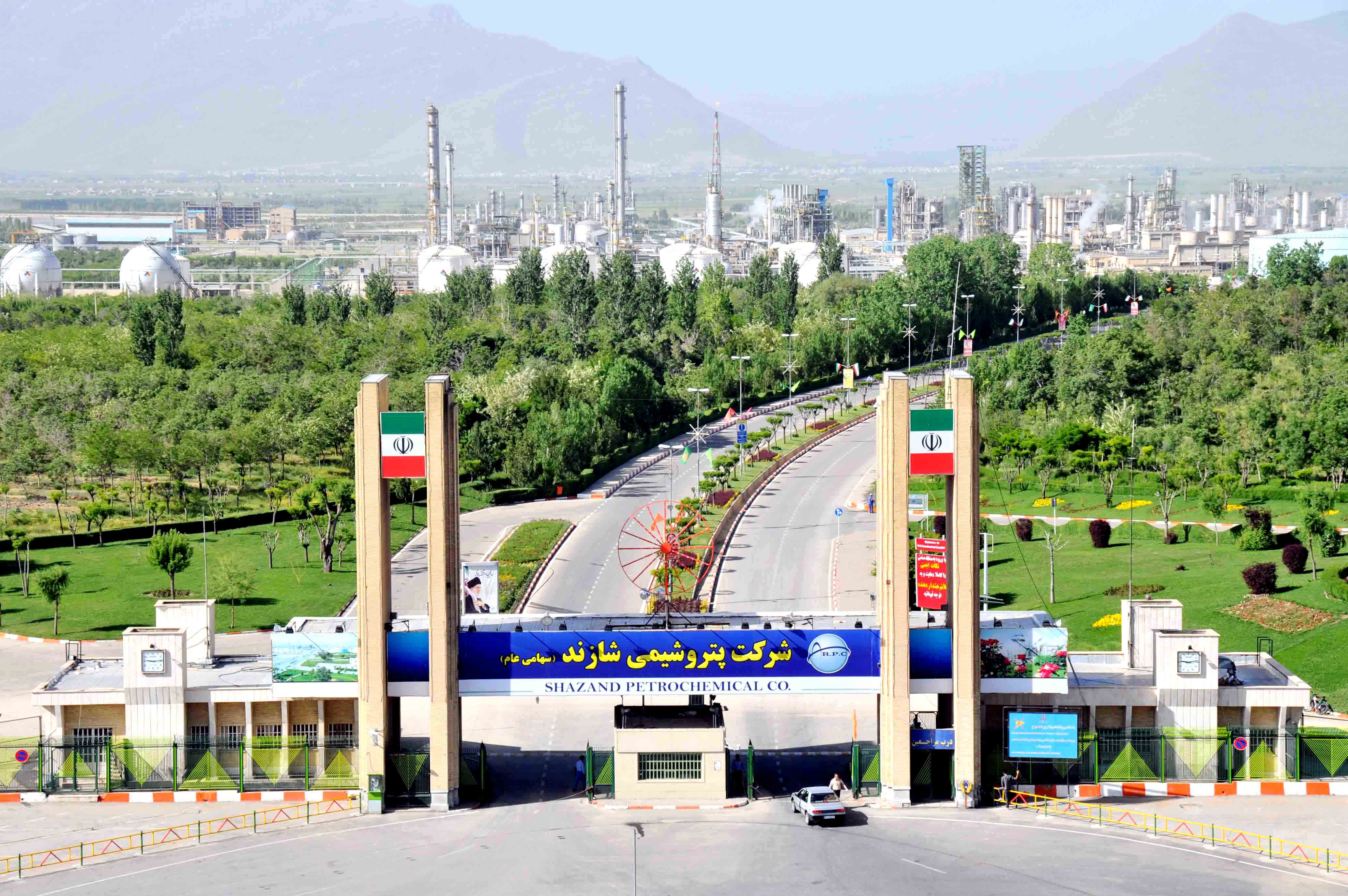
مجمع شازاند للبتروكيماويات.

وفقا لخطة التنمية الاقتصادية الخمسية الرابعة (2005-2010)، فإن منظمة الخصخصة في إيران (بالفارسية: خصوصی سازی در ایران) التابعة لوزارة الشؤون الاقتصادية والمالية هي المسؤولة عن تحديد الأسعار وتنازل الأسهم إلى عامة الناس وبورصة طهران للأوراق المالية.
وفي عام 2007، طلب قائد الثورة الإسلامية آية الله علي خامنئي من المسؤولين الحكوميين الإسراع في تنفيذ السياسات المبينة في تعديل المادة 44 في الدستور الإيراني، والتحرك نحو الخصخصة الاقتصادية. واقترح خامنئي أيضا حماية حقوق الملكية في المحاكم التي أنشأتها وزارة العدل؛ كان الأمل في أن توفر هذه الحماية الجديدة قدرا إضافيا من الأمن وتشجع الاستثمار الخاص.
وسيتم نقل نحو 80٪ من الشركات الخاضعة للمادة 44 من الدستور إلى الملكية العامة، ويتم تنفيذ 40٪ منها من خلال برنامج «أسهم العدالة» والباقي من خلال منظمة البورصة. وستحتفظ الحكومة ب 20 في المائة المتبقية.
وتدعو جهود الخصخصة الحالية إلى طرح أسهم عامة بنسبة 5 في المائة من الشركات التي يجري خصخصتها. وبمجرد أن تكون نسبة الخمسة في المائة عامة، فإنها ستحدد سعر السوق الذي يمكن أن تستند إليه عروض أخرى. ووفقا لدراسة أجراها صندوق النقد الدولي في 18 بلدا، فإن الخصخصة تضيف 2 في المائة إلى الناتج المحلي الإجمالي للحكومة سنويا.

## الدستور الإيراني
ووفقا للمادة 44 من الدستور الإيراني، يتكون اقتصاد إيران من ثلاثة قطاعات: الدولة، والتعاونية، والقطاع الخاص؛ وأن يستند إلى التخطيط المنهجي والسليم.
- يشمل قطاع الدولة جميع الصناعات الكبيرة والتجارة الخارجية والمعادن الرئيسية والبنوك والتأمين وتوليد الطاقة والسدود وشبكات الري الواسعة النطاق والإذاعة والتلفزيون وخدمات البريد والبرق والهاتف والطيران والشحن والطرق، السكك الحديدية وما شابه ذلك؛ وسوف تكون جميع هذه الملكية مملوكة للقطاع العام وتديرها الدولة.
- يشمل القطاع التعاوني الشركات التعاونية (بونياد) والمؤسسات المعنية بالإنتاج والتوزيع في المناطق الحضرية والريفية وفقا للمعايير الإسلامية.
- يتألف القطاع الخاص من الأنشطة المتعلقة بالبناء والزراعة وتربية الحيوانات والصناعة والتجارة والخدمات التي تكمل الأنشطة الاقتصادية للدولة والقطاعات التعاونية.

وكان القطاع الخاص قادرا على أداء دور أكبر بكثير مما هو مبين في الدستور. وفي السنوات الأخيرة، تزايد دور القطاع الخاص. وعلاوة على ذلك، فإن تعديل المادة في عام 2004 سمح بخصخصة 80 في المائة من أصول الدولة (المرجع: الملاحظة جيم، المادة 44 من الدستور).